# Sue Ellen Ewing
Sue Ellen Ewing (geboren Shephard, later Lockwood) is een personage en een van de vrouwelijke leidende hoofdrollen in de dramaserie Dallas van de Amerikaanse zender CBS. Sue Ellen wordt gespeeld door actrice Linda Gray en maakt deel uit van de serie sinds de pilotaflevering, uitgezonden op 2 april 1978. Dallas draait om de leden van de rijke familie Ewing in de stad Dallas, Texas. Sue Ellen ging deel uitmaken van deze familie toen ze trouwde met de sluwe oliebaron J.R. Ewing. Gray gaf gestalte aan het personage Sue Ellen tot en met het twaalfde seizoen. Sue Ellen verliet de serie, nadat ze haar voormalige echtgenoot J.R. Ewing met een slim spel had verslagen in de aflevering Reel Life (s12e26). Gray keerde terug in 1991 voor de aflevering Conundrum Part II (s14e23) en de daaropvolgende speelfilms (JR Returns en War of the Ewings). In 2004 werd Gray tijdens het herdenkingsprogramma Back to Southfork herenigd met haar vroegere collega's.
In 2010 werd bekend dat Dallas een vervolg zou krijgen. Een geüpdatete versie van de originele serie werd gecreëerd door Cynthia Cidre. Gray hoefde niet lang na te denken toen ze werd gevraagd. Samen met haar goede vrienden Patrick Duffy en Larry Hagman keerde ze terug in de serie. De nieuwe serie focust zich vooral op John Ross Ewing III en Christopher Ewing. Met het overlijden van Hagman in 2012 verloor de serie een toonaangevend acteur. Sue Ellen's karakter ontwikkelde zich steeds meer in de richting van een femme fatale.

## Levensloop

### Originele serie (1978-1991)
Sue Ellen is 22 jaar als ze de titel Miss Texas in 1967 wint. Haar toekomstige echtgenoot J.R. Ewing zit in de jury.